# Eugenia gracilipes
Eugenia gracilipes är en myrtenväxtart som beskrevs av Hjalmar Frederik Christian Kiaerskov. Eugenia gracilipes ingår i släktet Eugenia och familjen myrtenväxter. Inga underarter finns listade i Catalogue of Life.